# مقاطعة بولاسكي (أركنساس)
مقاطعة بولاسكي (بالإنجليزية: Pulaski County)‏ هي إحدى مقاطعات ولاية أركنساس في الولايات المتحدة الأمريكية.

## أعلام
- تشارلي جوردن